# Frank Shuster
Pour les articles homonymes, voir Shuster.
Frank Shuster est un acteur et scénariste canadien né le 5 septembre 1916 à Toronto (Canada), décédé le 13 janvier 2002 dans la même ville.

## Biographie
Il est né à Toronto, (Canada, le 5 septembre 1916. Il a ensuite grandi à Niagara Falls, en Ontario.
Il a été décoré Officier de l'Ordre du Canada en 1996.
Il s'est marié avec Ruth Shuster et a eu deux enfants : Rosie et Steve. Sa fille Rosie a écrit des comédies. Elle s'est mariée avec Lorne Michaels, le producteur de  Saturday Night Live, émission pour laquelle elle a travaillé sur plusieurs saisons.

## Filmographie

### comme acteur
- 1952 : The Wayne and Shuster Hour (série télévisée) : Co-Host
- 1954 : Wayne and Shuster (série télévisée) : Co-host
- 1961 : Holiday Lodge (série télévisée) : Frank Boone
- 1967 : One Hundred Years Young (TV)
- 1972 : The Pirates of Penzance (TV) : Presenter (New York)
- 1988 : Once Upon a Giant (TV) : Humphrey the Doctor

### comme scénariste
- 1991 : The Wayne and Shuster Years (TV)